# Dębsko Pomorskie
Dębsko Pomorskie – nieistniejący przystanek osobowy w miejscowości Dębsko w Polsce, w województwie zachodniopomorskim, w powiecie drawskim, w gminie Kalisz Pomorski.